# 痛いほどきみが好きなのに
『痛いほどきみが好きなのに』（The Hottest State）は、2007年のアメリカ映画。イーサン・ホークが監督・原作・脚本を行った。

## 製作
『チェルシーホテル』に続き、イーサン・ホークの2作目の監督作品。
原作は1996年にホークが書き下ろした同名ノベルス『痛いほどきみが好きなのに』（ヴィレッジブックス）。
ビフォア・サンセットで脚本を手掛けたホークが、本作でも自身で脚本を行った。

### 音楽
音楽監督は、2002年にノラ・ジョーンズの「Don't Know Why」でグラミー賞を受賞したジェシー・ハリスが行っている。
ハリスとホークの呼び掛けで、ウィリー・ネルソン、ノラ・ジョーンズ、キャット・パワー、ブライト・アイズ、ファイスト、ザ・ブラック・キーズら豪華歌手が集い、ハリスの曲を歌った。

### 出品
第63回ヴェネチア国際映画祭 (2006年) オリゾンティ部門に出品された。

### 日本公開
日本ではショウゲート配給で2008年5月17日から新宿武蔵野館を皮切りに、札幌･仙台･大阪･名古屋･福岡などで全国順次公開された。24日公開のジュリー・デルピー監督の『パリ、恋人たちの2日間』との2作品合同キャンペーンも組まれた。

### 評価
Metacriticでは20件のレヴューで45点を獲得した。Rotten Tomatoesでは54件のレビューで31%を獲得した。オープニングの興行成績は3館で8,545ドル。

## ストーリー
若手俳優のウィリアム（マーク・ウェバー）は、ニューヨークのバーで歌手を目指すサラ（カタリーナ・サンディノ・モレノ）と出会う。偶然にも向かいのアパートに住んでいることが分かり、運命的な出会いを感じた2人は急速に距離を縮めていく。ある日、サラはウィリアムを連れて実家へ行き、母（ソニア・ブラガ）に彼を紹介する。たまたま聞こえた母娘の会話から、サラの過去の失恋を知ったウィリアムは、彼女を本気で愛するようになる。そして映画の撮影のため訪れたメキシコで、2人は結婚を誓い深く愛し合う。ところがニューヨークに戻ると、サラの態度に変化が生じる。そして彼女は歌手の夢を追うために、ウィリアムと距離を置きたいと打ち明ける。突然のことに動揺したウィリアムは、元恋人のサマンサ（ミシェル・ウィリアムズ）に会ってしまう。また、離婚してから一人身の母ジェシー（ローラ・リニー）にも会うが、母には新しい恋人がおり、さらにむなしさを募らせる。そしてウィリアムは、長年敬遠していた父ヴィンス（イーサン・ホーク）に会う。母との離婚以来確執のあった2人だが、久しぶりに再会し、親子の、そして男同士の会話をする。

## キャスト
- ウィリアム: マーク・ウェバー
- サラ: カタリーナ・サンディノ・モレノ
- ミセス・ガルシア: ソニア・ブラガ
- ヴィンス: イーサン・ホーク
- ジェシー: ローラ・リニー
- サマンサ: ミシェル・ウィリアムズ
- デイヴ: ジェシー・ハリス
- ディカー - ジョシュ・ザッカーマン
- ハリス - フランク・ホエーリー
- ハリスの母 - リン・コーエン
- キム - アレクサンドラ・ダダリオ
- 若い頃のヴィンス - ダニエル・ロス

## サウンドトラック
2007年8月7日にHickory Recordsから発売された。

日本盤は2008年5月21日にソニー・ミュージックアソシエイテッドレコーズから発売。
1. ロサリオ・オルテガ (Rocha)（スペイン語版）: : Ya No Te Veria Mas (Never See Youのスペイン語版)
2. ウィリー・ネルソン : : Always Seem To Get Things Wrong
3. ファイスト : : Somewhere Down The Road
4. ブライト・アイズ : : Big Old House
5. エミルー・ハリス : : The Speed Of Sound
6. ジェシー・ハリス : : It Will Stay With Us
7. ブラック・キーズ : : If You Ever Slip
8. M･ウォード : : Crooked Lines
9. ノラ・ジョーンズ : : World Of Trouble
10. ブラッド・メルドー : : Never See You (インストゥルメンタル)
11. キャット・パワー : : It's Alright To Fail
12. ジェシー・ハリス : : One Day The Dam Will Break
13. トニー・シェアー : : You, The Queen
14. Morning In A Strange City (インストゥルメンタル)
15. ロサリオ・オルテガ (Rocha) : : No More
16. ジェシー・ハリス : : Dear Dorothy
17. ロサリオ・オルテガ (Rocha) : : Never See You
18. There Are No Second Chances (インストゥルメンタル)
19. JUJU : : Somewhere Down The Road (日本語版) ※

※ 日本盤のみのボーナストラック